# Episodi di Spirit: Avventure in libertà (settima stagione)
La settima stagione di Spirit: Avventure in libertà è stata pubblicata negli USA l'9 novembre 2018 su Netflix.
In Italia, è andata in onda su DeaKids dal 3 aprile 2019.
| Nº | Nº | Titolo originale                  | Titolo italiano          | Prima TV USA    | Prima TV Italiano |
| -- | -- | --------------------------------- | ------------------------ | --------------- | ----------------- |
| 40 | 1  | Lucky and the Railroad Ransom     | La rapina al treno       | 9 novembre 2018 | 3 aprile 2019     |
| 41 | 2  | Lucky and the Flight of the Fancy | La mongolfiera           | 9 novembre 2018 | 4 aprile 2019     |
| 42 | 3  | Lucky and the Jam Jam             | Il pesce d'aprile        | 9 novembre 2018 | 5 aprile 2019     |
| 43 | 4  | Lucky and the Escape Artist       | Lucky, sorella in prova  | 9 novembre 2018 | 8 aprile 2019     |
| 44 | 5  | Lucky and the Thin Ice            | Salvataggio sul ghiaccio | 9 novembre 2018 | 9 aprile 2019     |
| 45 | 6  | Lucky and the Ray of Sunshine     | La missione di Abigail   | 9 novembre 2018 | 10 aprile 2019    |
| 46 | 7  | Lucky and the Double-Dad Dare     | La sfida dei due papà    | 9 novembre 2018 | 11 aprile 2019    |